# Време без рата
Време без рата је назив југословенског и македонског филма из 1969. који је режирао Бранко Гапо.

## Радња филма
Фидан је млади човек који живи у граду. Његов отац Дицо, сељак и бивши борац, заступао је идеју о колективизацији због чега је дошао у сукоб са сељацима и са најбољим другом Лазаром.
После пропадања задруге, Дицо бежи из села.После његове смрти, син Фидан испуњава његову жељу и покопава га у селу.
Фидан остаје у селу и покушава да пронађе себе, бавећи се сточарством.
Ту се заљубљује у Лазареву ћерку Благуњу и жени се.
Али тржишни закони су сурови и он не успева да оствари своје циљеве. Повратак на очево огњиште није му донео мир ни нови саджај живота.

## Улоге
| Глумац                | Улога                      |
| --------------------- | -------------------------- |
| Слободан Димитријевић | Фидан                      |
| Неда Арнерић          | Благуња                    |
| Дарко Дамевски        | Лазар                      |
| Киро Ћортошев         | Фроне (као Киро Кјортошев) |
| Шишман Ангеловски     | Макре                      |
| Ацо Јовановски        | Иљуш                       |
| Душан Јанићијевић     | Дицо                       |
| Вукосава Донева       | Лазарица                   |
| Нада Гешовска         | Фроневица                  |
| Крум Стојанов         | Поп Боне                   |
| Абдурахман Шаља       | Јаков                      |
| Јанез Врховец         | Таксиста                   |
| Љуба Тадић            | Гаврил                     |
| Зафир Хаџиманов       |                            |
| Весна Вртева          |                            |
| Димитар Гешоски       |                            |
| Коле Ангеловски       |                            |
| Панче Камџик          |                            |
| Сабина Ајрула         |                            |
| Мирко Стефановски     |                            |
| Јон Исаја             |                            |
| Мите Грозданов        |                            |
| Калин Гјурцинов       |                            |
| Никола Автовски       |                            |
| Кирчо Божиновски      |                            |
| Љиљана Баковић        |                            |